# Modern Times (IU)
Modern Times è il terzo album in studio della cantante sudcoreana IU, pubblicato nel 2013 dall'etichetta discografica LOEN Tree.

## Il disco
Il titolo dell'album viene rivelato il 17 settembre 2013 insieme a due immagini promozionali in bianco e nero. Dal 23 settembre al 4 ottobre sul canale YouTube della casa discografica vengono pubblicati sette teaser video che rivelano in parte lo stile dell'album, che include brani jazz, swing e bossanova: il primo teaser è quello della canzone Between the Lips, al quale seguono Walk With Me, Girl, Everybody Has Secrets, Modern Times, Love of B, Wait e la title track The Red Shoes. Per l'album, IU compone Love of B, eseguita insieme al chitarrista jazz Bak Ju-won, Bad Day e la versione coreana di Voice Mail, la bonus track già apparsa in giapponese nell'EP Can You Hear Me?. Del brano Wait, invece, scrive solo il testo, e duetta con Ga-in delle Brown Eyed Girls in Everybody Has Secrets, con il cantautore Choi Baek-ho in Walk With Me, Girl, con Jonghyun degli SHINee in A Gloomy Clock (da lui scritta e arrangiata), e con la cantautrice Yang Hee-eun in Daydream.
L'album esce il 7 ottobre 2013 in concomitanza alla conferenza stampa al K-Art Hall del parco olimpico di Bangi-dong. In poche ore, tutte le tracce entrano in classifica, posizionandosi ai primi posti nei siti di musica Olleh, Mnet, Daum, Soribada, Melon, Cyworld, Bugs, Monkey3 e altri, mentre viene diffuso il videoclip di The Red Shoes: nel giro di tre giorni, il brano raggiunge il primo posto in tutte le classifiche musicali, compresa la settimanale iChart su Instiz, conseguendo un perfect all-kill. In una settimana, i download digitali dell'album arrivano a 2.9 milioni. Il 26 ottobre iniziano a circolare voci secondo le quali The Red Shoes sarebbe un plagio del brano del 2009 Here's Us di Nekta, ma la casa discografica smentisce. Alla fine di ottobre, Modern Times raggiunge un totale di 38 255 copie fisiche vendute, mentre The Red Shoes 785 917 download digitali. A novembre i download digitali dell'album arrivano a 4.73 milioni.
Il 20 dicembre 2013 l'album viene ripubblicato con il titolo Modern Times - Epilogue, contenente le nuove tracce Friday, scritta e arrangiata da IU, e Crayon, presente nel drama Yeppeun namja, per un totale di quindici. La copertina e il videoclip di Friday vengono rivelati il giorno prima dell'uscita. Il brano è un duetto con Yijeong degli History, che compare nel video insieme al protagonista maschile, il modello Jang Ki-yong, a Janghyun delle Sunny Hill, a Yoon Hyun-sang e al manager di IU. Due ore dopo l'uscita, Friday arriva al primo posto di Melon, Olleh, Bugs, Genie e Soribada, e in un giorno conquista le prime posizioni in tutte le classifiche, ripetendo il successo di The Red Shoes. Anche Crayon entra in classifica, al decimo posto.
Il 16 gennaio 2014 Gaon pubblica il grafico del 2013 con la classifica dei singoli digitali, dei download e degli streaming online: IU figura nella prima con The Red Shoes, classificatosi al 73º posto, mentre in quella degli album più venduti, resa nota pochi giorni dopo, Modern Times è al 45º posto con 40 360 copie fisiche.

## Tracce
1. Love of B (을의 연애; Eurui Yeonae) (feat. Bak Ju-won) – 3:11 (testo: IU – musica: Bak Ju-won)
2. Everybody Has Secrets (누구나 비밀은 있다; Nuguna Bimireun Itda) (feat. Ga-in) – 3:49 (testo: Kim Eana – musica: Yoon Sang, east4A)
3. Between The Lips (50cm) (입술 사이; Ipsul Sai) – 2:50 (G.Gorilla)
4. The Red Shoes (분홍신; Bunhongshin) – 4:14 (testo: Kim Eana – musica: Lee Min-soo)
5. Modern Times – 3:25 (testo: Kim Eana – musica: Jeong Seok-won)
6. Bad Day (싫은 날; Sireun Nal) – 3:52 (IU)
7. Obliviate – 3:10 (testo: Kim Eana, G.Gorilla – musica: G.Gorilla)
8. Walk With Me, Girl (아이야, 나랑 걷자; Aiya, Narang Geotja) (feat. Choi Baek-ho) – 4:59 (testo: Kim Eana, Mr. Kid – musica: Bak Ju-won, Mr. Kid)
9. Havana – 4:09 (testo: Kim Eana – musica: Jeon Jeong-hoon)
10. A Gloomy Clock (우울시계; Uulsigye) (feat. Jonghyun) – 2:48 (Kim Jonghyun)
11. Daydream (한낮의 꿈; Hannajui Kkum) (feat. Yang Hee-eun) – 3:40 (Choi Kap-won, Mr. Kid, PJ)
12. Wait (기다려; Gidaryeo) – 2:30 (testo: IU – musica: TEXU, Ophelia)

Bonus track
1. Voice Mail (Korean Ver.) – 4:06 (IU)

Tracce aggiuntive di Modern Times - Epilogue
1. Friday (금요일에 만나요; Geumyoile Mannayo) (feat. Yijeong) – 3:37 (IU)
2. Crayon (크레파스; Keulepaseu) – 3:13 (testo: IU – musica: KZ, Jeon Jamaen)

## Classifiche

### Classifiche settimanali
| Classifica (2013) | Posizione massima |
| ----------------- | ----------------- |
| Corea del Sud     | 1                 |

### Classifiche di fine anno
| Classifica (2013) | Posizione |
| ----------------- | --------- |
| Corea del Sud     | 45        |

## Date di pubblicazione
| Paese         | Data            | Formato                  | Versione           | Etichetta          |
| ------------- | --------------- | ------------------------ | ------------------ | ------------------ |
| Corea del Sud | 8 ottobre 2013  | CD, download digitale    | Standard           | LOEN Entertainment |
| Mondo         | 8 ottobre 2013  | Download digitale        |                    | LOEN Entertainment |
| Hong Kong     | 9 ottobre 2013  | CD                       | Standard           | Present Media      |
| Giappone      | 9 ottobre 2013  | CD, CD+DVD (in prestito) | Standard, limitata | LOEN Entertainment |
| Corea del Sud | 10 ottobre 2013 | CD+DVD                   | Limitata           | LOEN Entertainment |
| Hong Kong     | 11 ottobre 2013 | CD+DVD                   | Limitata           | Present Media      |